# 日本石松
日本石松（学名：Lycopodium japonicum）也称石松，为石松科石松属下的一个种。在漢藥使用上稱為伸筋草。其种加词“japonicum”意为“日本的”，因本种的模式标本采自日本而得名，但分布地远不局限于日本，从尼泊尔到东亚的温带地区及菲律宾、所罗门群岛都有分布。

## 外部連結
- 石鬆 （页面存档备份，存于） 藥用植物圖像數據庫 (香港浸會大學中醫藥學院) （中文）（英文）
- 伸筋草 中藥材圖像數據庫  (香港浸會大學中醫藥學院) （中文）（英文）
- 伸筋草 Shen Jin Cao （页面存档备份，存于） 中藥標本數據庫 (香港浸會大學中醫藥學院) （繁體中文）（英文）

1. ↑  . 植物智. 中国科学院植物研究所.   [2024-09-17]. （原始内容存档于2024-09-17）.
2. ↑  . Plants of the World Online.   [2024-09-17]. （原始内容存档于2025-04-16） （英语）.